# Fernando Soto

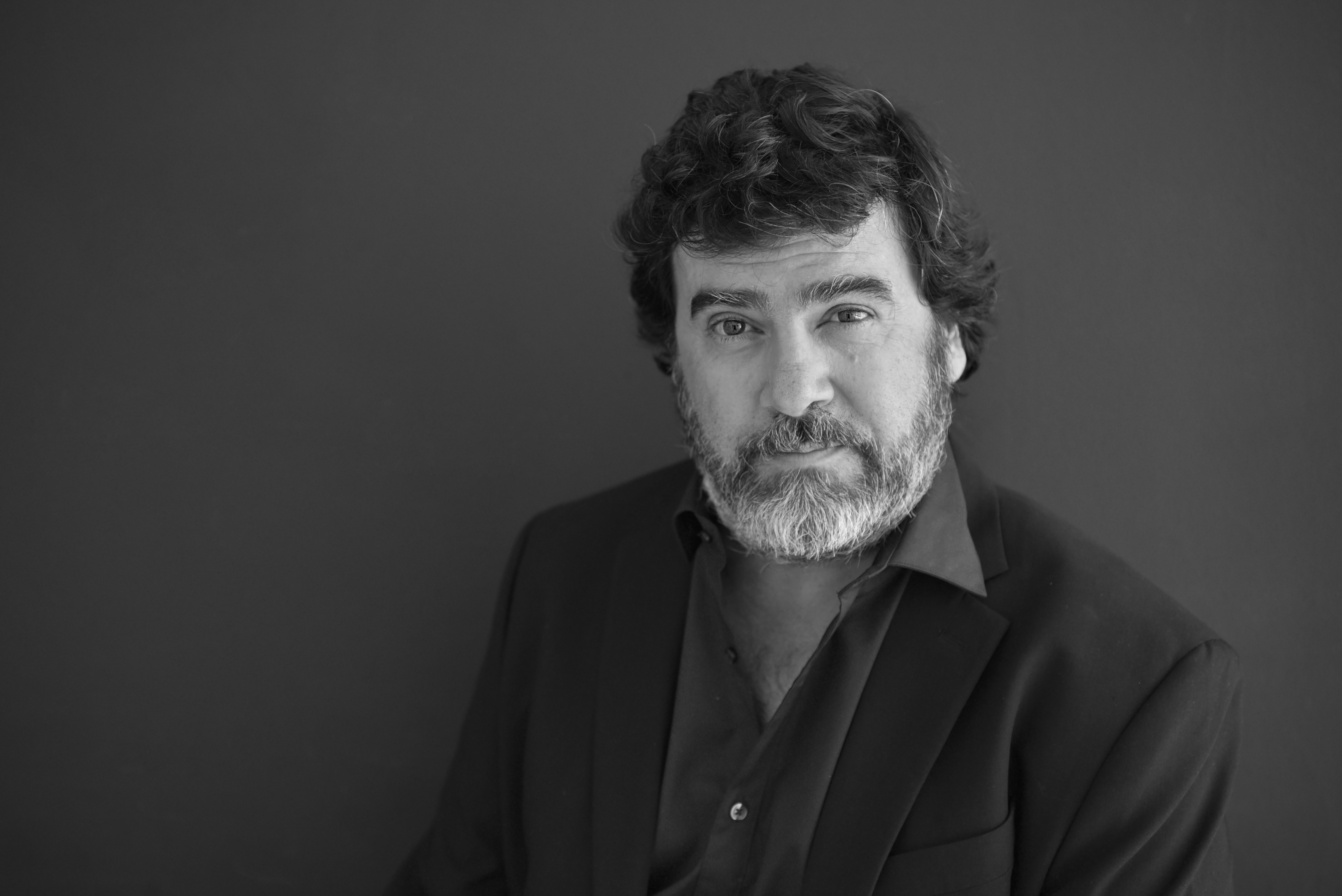
Fernando Soto López (2019)

Fernando Soto López (* 18. Oktober 1968 in Madrid) ist ein spanischer Schauspieler.

## Leben
Soto besuchte von 1989 bis 1992 die Real Escuela Superior de Arte Dramático de Madrid. 1993 hatte er in Extralarge: Gonzales' Revenge seine erste Filmrolle. Er wirkte in spanischen Fernsehserien wie 
Aquí no hay quien viva und Los Serrano mit. 2009 war er in insgesamt 15 Episoden der Fernsehserie Sin tetas no hay paraíso als Quesada zu sehen. 2011 spielte er in 13 Episoden der Fernsehserie La pecera de Eva die Rolle des Padre de Juan. Von 2015 bis 2017 mimte er den Santos in sieben Episoden von Apaches, 2016 verkörperte er den Próculo in acht Episoden der Fernsehserie La sonata del silencio. Von 2017 bis 2021 spielt er in der Netflix-Original-Serie Haus des Geldes die Rolle des Ángel in 34 Episoden.

## Filmografie
- 1993: Extralarge: Gonzales' Revenge (Fernsehfilm)
- 1997: Hazlo por mí
- 1999: Periodistas (Fernsehserie, Episode 3x10)
- 1999–2001: Compañeros (Fernsehserie, 2 Episoden)
- 2000: La ley y la vida (Fernsehserie, Episode 1x08)
- 2000: Policías, en el corazón de la calle (Fernsehserie, Episode 2x11)
- 2000, 2009: Hospital Central (Fernsehserie, 4 Episoden, verschiedene Rollen)
- 2001: ¡Ala... Dina! (Fernsehserie, Episode 2x16)
- 2003: La suerte dormida
- 2004: Aquí no hay quien viva (Fernsehserie, Episode 3x03)
- 2004: El inquilino (Fernsehserie, Episode 1x13)
- 2005: Aída (Fernsehserie, Episode 1x09)
- 2006: Profesor en La Habana (Fernsehserie, Episode 1x01)
- 2006–2008: Amar en tiempos revueltos (Fernsehserie, 3 Episoden)
- 2007: Los Serrano (Fernsehserie, Episode 6x03)
- 2007: La que se avecina (Fernsehserie, 4 Episoden)
- 2007: Hermanos & detectives (Fernsehserie, Episode 1x10)
- 2007: Cuestión de sexo (Fernsehserie, Episode 1x10)
- 2008: Futuro: 48 horas (Miniserie, 2 Episoden)
- 2008: Una palabra tuya
- 2008: Guante blanco (Fernsehserie, Episode 1x02)
- 2009: Doctor Mateo (Fernsehserie, 5 Episoden)
- 2009: Zelle 211 – Der Knastaufstand Celda 211
- 2009: La señora (Fernsehserie, Episode 2x11)
- 2009: After
- 2009: Sin tetas no hay paraíso (Fernsehserie, 15 Episoden)
- 2010: No soy como tú (Miniserie, 2 Episoden)
- 2010: Mad Circus – Eine Ballade von Liebe und Tod (Balada triste de trompeta)
- 2010: La princesa de Éboli (Miniserie, 2 Episoden)
- 2011: Verbo
- 2011: Homicidios (Fernsehserie, 4 Episoden)
- 2011: La pecera de Eva (Fernsehserie, 13 Episoden)
- 2012: Mi gitana (Miniserie, 3 Episoden)
- 2012: Miel de naranjas
- 2012: Frágiles (Fernsehserie, Episode 1x02)
- 2012: Y la muerte lo seguía (Kurzfilm)
- 2013: Mario Conde, los días de gloria (Miniserie, 2 Episoden)
- 2013: Gibraltar
- 2013: Balas perdidas (Fernsehserie, 1 Episode)
- 2013: Vive cantando (Fernsehserie, Episode 1x09)
- 2013: Isabel (Fernsehserie, 5 Episoden)
- 2013: Capitan Alatriste – Mit Dolch und Degen (Las aventuras del capitán Alatriste) (Fernsehserie, 2 Episoden)
- 2014: El Rey (Miniserie, 3 Episoden)
- 2014: Cuéntame un cuento (Fernsehserie, Episode 1x04)
- 2015: Los nuestros (Fernsehserie, Episode 1x03)
- 2015: Teresa (Fernsehfilm)
- 2015: Rabia (Fernsehserie, 4 Episoden)
- 2015: Sexteen (Kurzfilm)
- 2015–2017: Apaches (Fernsehserie, 7 Episoden)
- 2016: Kiki, el amor se hace
- 2016: El Caso. Crónica de sucesos (Fernsehserie, 2 Episoden)
- 2016: La sonata del silencio (Fernsehserie, 8 Episoden)
- 2017: La princesa Paca (Fernsehfilm)
- 2017–2021: Haus des Geldes (La casa de papel, Fernsehserie, 34 Episoden)
- 2018: Die Kathedrale des Meeres La catedral del mar (Fernsehserie, Episode 1x04)
- 2018: Capítulo 0 (Fernsehserie, Episode 1x04)
- 2018: Asesinato en la Universidad (Fernsehfilm)
- 2019: Secretos de Estado  (Fernsehserie, 5 Episoden)